# Toru Okabe
Toru Okabe (岡部 通, Okabe Tōru) (2 de setembro de 1889 – 18 de dezembro de 1961) foi um major-general, oficial superior do Exército Imperial Japonês durante a Segunda Guerra Mundial. Foi promovido a comandante do grupo de infantaria da 51ª Divisão. Liderou o Destacamento Okabe ao longo do Trilho do Gato Preto (em inglês:  Black Cat Track) durante a Batalha de Wau em 1943. Foi designado comandante da Unidade de Defesa 32 em 1944, até ser nomeado comandante da 79ª Brigada Mista Independente em 1945.